# Тракторное (Запорожская область)
Тракторное (укр. Тракторне) — село,
Высоковский сельский совет,
Михайловский район,
Запорожская область,
Украина.
Код КОАТУУ — 2323382206. Население по переписи 2001 года составляло 278 человек.

## Географическое положение
Село Тракторное находится на расстоянии в 0,5 км от села Смиреновка и в 2,5 км от села Высокое.
Рядом проходит автомобильная дорога М-18 (E 105).

## История
- 1810 год — дата основания как село Лейтерсгаузен (нем. Leitershausen)
- В 1945 году переименовано в село Тракторное[2].